# Dover (Nueva Jersey)
Dover es un pueblo ubicado en el condado de Morris en el estado estadounidense de Nueva Jersey. En el año 2010 tenía una población de 18,157 habitantes y una densidad poblacional de 1,304 personas por km².

## Geografía
Dover se encuentra ubicado en las coordenadas 40°53′09″N 74°33′30″O / 40.88583, -74.55833.

## Demografía
Según la Oficina del Censo en 2000 los ingresos medios por hogar en la localidad eran de $53,423 y los ingresos medios por familia eran $57,141. Los hombres tenían unos ingresos medios de $31,320 frente a los $27,413 para las mujeres. La renta per cápita para la localidad era de $18,056. Alrededor del 13.4% de la población estaba por debajo del umbral de pobreza.